# Akrolein
Akrolein (kemiskt namn propenal), C3H4O är den enklaste omättade aldehyden.

## Klassificering
- CID-nummer 7847
- EG-nummer (EINECS) 203–453–4
- ICSC-nummer 0090
- Index-nummer 605-008-00-3
- NHM-kod 291219
- RTECS-nummer AS1050000
- UN-nummer 1092, gäller stabiliserad akrolein
- ZVG-nummer 13480

## Framställning
Akrolein framställs enkelt genom upphettning till 289 °C av 3 viktdelar propantriol (glycerin, glycerol) och 1 viktdel natriumsulfat, varvid vatten avspjälkas. I stället för natriumsulfat kan kaliumpyrosulfat användas.
{\displaystyle {\rm {C_{3}H_{5}(OH)_{3}\rightarrow C_{3}H_{4}O+2H_{2}O}}}
Ämnet bildas även vid upphettning av vegetabilisk olja över rykpunkten.

## Egenskaper
Akrolein har en obehaglig, stickande, kväljande lukt. Redan obetydliga halter i luften känns omedelbart. Upptäcktgräns för människor har rapporterats inom intervallet 0,21 – 1 ppm; olika individer kan vara mer eller mindre känsliga. För akrolein löst i vatten ligger gränsen vid 0,11 mg/l.
Genom oxidation av akrolein bildas akrylsyra (C2H3COOH) som luktar på samma sätt som ättiksyra.
Akrolein är löslig i aceton, dietyleter och etanol; något löslig i kloroform.
Akrolein är inte nedbrytande på ozon.
Akroleinångor är 1,94 gånger tyngre än luft (gasdensiteten).
I närvaro av syre kan akrolein självpolymera sig till en klar, gul fast form. I vatten kan det bli en hård, porös massa. Polymeriserad akrolein kallas diskryl.
Polymeriseringen är exotermisk (utvecklar värme), vilket kan öka risken för brand, om de rätta förutsättningarna finns i närmiljön. Värmen kan t o m öka så snabbt att det blir explosion. Explosionsintervallet för blandning i luft är 2,8–31 volym-%.
Vid stark upphettning (brand) sönderfaller akrolein till mycket giftiga ämnen.
Benägenheten för spontan polymerisering kan minskas genom tillsats av 0,1–0,25 % hydrokinon, C6H4(OH)2, stabiliserad akrolein.
| Ångryck hPa | Temperatur °C |
| ----------- | ------------- |
| 135,7       | 10            |
| 267         | 17,5          |
| 295         | 20            |
| 445         | 30            |
| 651         | 40            |
| 927         | 50            |

Mättnadskoncentration 29,6 volym-%.
Brytningsindex 1,4017 vid 20 °C.
Dynamisk viskositet 0,33 msPa vid 25 °C.
Kritisk punkt 51,6 kPa vid 232,85 °C.
Allmänt gäller, att då koncentration (halt) anges i ml/m3 eller ppm avses gaser. Angivelse uttryckt i mg/m3 kan användas för såväl gas som vätskor och fast form.

## Användning
Ett viktigt användningsområde för akrolein är som mellanprodukt i den kemiska industrin vid syntes av andra ämnen, exempelvis 1, 2, 6–hexanetriol, akrylsyra, akrylnitril, DL-metionin (ett kosttillskott för djur, CAS 59-51-8), glutaraldehyd, pyridiner.
Akrolein kan användas som tårgas och är även irriterande för näsan. Redan den allra minsta mängd akroleinånga känns direkt.
Ämnet användes under första världskriget som en beståndsdel i kemiska vapnet papite, men akrolein som sådant är idag inte förbjudet, och används inom kemisk industri som mellanprodukt vid framställning av andra ämnen.
Akrolein i koncentrationen 10 ppm används som biocid för bekämpning av ogräs och alger i bevattningskanaler. Sådan användning är dock inte tillåten inom EU.
Inom veterinärmedicin används acrolein för sanering.
Preparat för mikroskopisk undersökning kan färgas med acrolein för att öka kontrasterna i det som syns i mikroskopet.

## Produktion
I USA tillverkades 1974 27 700 ton akrolein. I detta ingår inte den ännu större mängd som var en mellanprodukt vid syntes av andra ämnen, därav 50 % för tillverkning av propantriol (glycerin), 25 % för metionin som foder vid hönsuppfödning, och 25 % för andra ändamål.

## Hälsofara

### Forskningsresultat
Nedanstående tabell visar gränsvärden för akroleinhalt i ppm/kg kroppsvikt som funktion av exponeringstid. Hittills tillgängliga källor anger det inte explicit, men det kan antas att det gäller inandning.
| LD50                            | LD50       | LD50       | LD50     | LD50     | LD50      | LD50        |
| 1 minut                         | 10 minuter | 30 minuter | 2 timmar | 4 timmar | 10 timmar | Försöksdjur |
| ------------------------------- | ---------- | ---------- | -------- | -------- | --------- | ----------- |
| 875                             | 175        |            |          |          |           | Mus         |
|                                 | 375        | 131        |          | 8        |           | Råtta       |
|                                 |            | 150        |          |          |           | Hund        |
|                                 |            |            |          | 25,4     |           | Hamster     |
|                                 |            |            | 1 150    | 92       | 11        | Katt        |
| LCLo (lägsta publicerade värde) |            |            |          |          |           |             |
|                                 |            |            | 674      |          |           | Katt        |

För råtta anges LD50 vid förtäring till 140 mg/kg kroppsvikt.
För Kanin anges LD50 på huden 231 mg/kg
Utsöndring, mätt med 14C-märkt radioaktivt akrolein, sker hos råtta med:
- Urin 52–63 %
- Avföring  12–15 %
- Utandningsluft  27–30 %

Akrolein är mycket farligt för vattenlevande organismer. Myndigheten för samhällsskydd och beredskap (MSB) uppger följande värden som dödliga:
- Fisk, LC50 vid 96 timmar exponering <0,01 mg/l
- Daphnia magna LC50 vid 48 timmar exponering 0,02 mg/l; EC50 vid 48 timmar exponering 0,05 mg/l
- Alger IC50 efter 72 timmar exponering 0,03 mg/l

Beträffande hudskador (dermatit) rapporterar MSB följande (LD50):
- Råtta 200 mg/kg kroppsvikt
- Kanin 200 mg/kg kroppsvikt

### Fara för människor
Halter över 2 ppm är direkt livshotande. 
Det är svårt att överföra resultat från djurförsök till vad som kan gälla för människa. Ämnets påverkan beror i hög grad på om det inandats, svalts eller kommit på huden, i ögonen, etc. Detta har resulterat i olika syn på saken i olika länder och spretiga föreskrifter. Det blir därför svårt att jämföra grad av risk i olika föreskrifter och rekommendationer.
Här följer ett axplock bland gränsvärden för tillåtlig akroleinexponering. När värdena satts av en för ett visst lands behöriga myndighet har det laglig verkan, men bara i det område eller de områden där man har jurisdiktion, vanligtvis en nation.
WHO är ingen myndighet, och kan därför inte utfärda juridiskt bindande föreskrifter, bara rekommendationer, som å andra sidan avser global tillämpning.
- Frankrike: Agence française de sécurité sanitaire de l'environnement et du travail föreskriver för inomhusluft vid korttidexponering (1 h) max 6,9 μg/m3; långtidexponering (>1 år) 0,8 μg/m3 (VLEP indicative 1982)
- Schweiz:  Schweizerische Unfallversicherungsanstalt (SUVA): Grenzwerk an Arbeitsplatz 2016–MAK-werte, BAT-werte, Grentzwerte für physikalisce Einvwrkungen föreskriver 0,1 ml/m3 (0,25 mg/m3)
- Tyskland: ej undersökt
- USA: Occupational Safety and Health Administration (OHSA) har för luft satt gränsen 0,1 ppm (0,23 mg/m3) 8 h viktat medelvärde under en 40 h arbetsvecka (American Conference of Governmental Industrial Hygienists, ACGIH 1998)
- WHO föreslår gränsvärdet 7,5 μg/dygn per kg kroppsvikt vid förtäring.[5] [6]
- Sverige:[3]

| Gränsvärden som funktion av exponeringstid (ppm) | Gränsvärden som funktion av exponeringstid (ppm) | Gränsvärden som funktion av exponeringstid (ppm) | Gränsvärden som funktion av exponeringstid (ppm) | Gränsvärden som funktion av exponeringstid (ppm) | Gränsvärden som funktion av exponeringstid (ppm) | Gränsvärden som funktion av exponeringstid (ppm) |
|                                                  | 10 min                                           | 15 min                                           | 30 min                                           | 1 h                                              | 4 h                                              | 8 h                                              |
| ------------------------------------------------ | ------------------------------------------------ | ------------------------------------------------ | ------------------------------------------------ | ------------------------------------------------ | ------------------------------------------------ | ------------------------------------------------ |
| Dödsfall                                         | 6,2                                              |                                                  | 2,5                                              | 1,4                                              | 0,48                                             | 0,27                                             |
| Allvarliga skador                                | 0,44                                             |                                                  | 0,18                                             | 0,1                                              | 0,1                                              | 0,1                                              |
| Lindriga skador                                  | 0,03                                             |                                                  | 0,03                                             | 0,03                                             | 0,03                                             | 0,03                                             |
| Arbetsmiljö                                      |                                                  | 0,3                                              |                                                  |                                                  |                                                  | 0,1                                              |

Akrolein uppträder omedelbart i röken från ett nysläckt ljus, vilket kan ge problem för känsliga personer. Ingår även i avgaser från förbränningsmotorer och cigarettrök, som kan vara cancerframkallande, men man anser att akrolein i sig inte är carcinogent.

## Metabolism
I kroppen metaboliseras akroelin till merkaptansyra, akrylsyra samt till glycidaldehyd (C3H4O2) eller glyserardehyd (C3H6O3).
I hudvävnad suger akrolein bort antioxidanten glutation (C10H17N3O6S).
I bakterier och svampar kan akroelin orsaka mutationer på  generna.

### Analysmetoder
Det finns flera metoder att kvantitativt bestämma halt av akrolein i luft. Några är följande:
- Metod Fiche 001 framtagen av franska Institut national de recherche et de sécurité (INRS), sektion Institut Armand-Frappier
  1. 60 liter luft blåses med flödet 0,2 l/min över kiselsyragel, som impregnerats med 2,4 dinitrofenylhydratzin (2,4 DNPH).
  2. Det akrolein, som adsorpterats på kiselsyragelet extraheras med acetonitril
  3. Akroleinhalten bestäms med HPLC/UV-metoden
- Metod ID 52,  framtagen av Occupational Safety and Health Administration (OSHA) i USA. Användningsintervall 0,0061–0,46 mg/m3
  1. 48 liter luft blåses med flödet 0,1 l/min över XAD2 (amberlite®), en sorts harts, impregnerad med 2-(hydroxymetyl)piperidin (2-HMP)
  2. I avdraget bildas ett stabilt oxasolidin-derivat, som extraheras med 1 ml toluen
  3. Akroleinhalten bestäms med CPG/NPD-metoden

Kvalitativ analys av förekomst av akrolein görs med en gaskromatograf kopplad till en masspektrometer.

## Hantering
För transporter på landsväg, järnväg och till sjöss gäller särskilda föreskrifter för farligt gods. Transport med flyg är förbjuden.
För tunnlar gäller att transport är förbjuden i tunnelkategorierna D och E. Om transporten sker med tankbil eller tankvagn (cisternvagn) gäller förbudet även tunnlar kategori B.
Skyddshandskar av textil eller skinn är helt odugliga. Naturgummi, neopren, nitril, polyvinylalkohol, plyvinylklorid (PVC), viton ger otillräckligt skydd. Vilka plasthandskar som helst duger inte. Butyl kan användas för skyddskläder, men även detta material har sina begränsningar, och duger endast upp till max 4 timmar, innan de måste kasseras. Handskar och annat kasserat måste förvaras i slutna kärl. För destruktion gäller särskilda föreskrifter.
Filtermask duger ej. Tryckluftapparat måste användas.
Förvaring ska ske i slutna kärl av stål eller färgat glas. Färgningen är till för att utestänga ljus, som skulle kunna öka benägenheten för självpolymerisering. Värme ökar risk för självpolymerisering; undvik solbelysning.

## Säkerhetsföreskrifter
Akrolein är på alla sätt ett farligt ämne. Åtgärder för att förebygga olyckor och medel för att begränsa skador vid inträffad olycka är viktiga. Några exempel:
- I lokaler där akrolein används ska minsta möjliga mängd förvaras; under alla omständigheter högst så mycket som förbrukas inom ett dygn.
- Hantering i dragskåp, där utsuget ej får blandas med annan evakueringsluft.
- Rökning förbjuden, inget får ätas i lokalen.
- Särskilda förvaringskärl för smittat eller allmänt kasserat material ska finnas.
- Säkerhetsdusch jämte särskild ögondusch ska finnas förberett.
- Personal ska bära särskilda skyddskläder, som inte får blandas med vanliga kläder. Beaktas särskilt i omklädningsrum: skilda klädskåp.
- Efter dagens avslutade arbete duschning.
- Regelbunden läkarkontroll av personal som normalt sysslar med akrolein.
- Arbetslokalens elektriska installationer ska göras enligt särskilda regler som gäller där explosion kan befaras. Gnistor måste undvikas, varvid särskild uppmärksamhet riktas mot materialval, så att uppkomst av statisk elektricitet minimeras (ESD-säkert). Kombination av material i personalens skor och golvmaterialet får inte ge upphov till statisk elektricitet.
- Brandsläckare ska finns lättillgängligt. Vatten får ej användas, ty det kan skapa nya farliga ämnen när akroleinet sönderfaller. Tillåtet är pulversläckare och släckning med koldioxid. Obs, kvävningsrisk om det blir för lite syrgas i andningsluften. För skumsläckning gäller särskilda krav på det skumbildande ämnet.
- Smittad vätska får ej hällas i det allmänna avloppet.
- Eftersom akroleinångor är tyngre än luft, krävs särskild golvventilation för arbetsplatsen, och lokaler, där akrolein hanteras ska ha gastäta golv och vara utan golvbrunnar.
- Vid olyckor kan akroleinångor rinna iväg i fördjupningar och orsaka skador på långt avstånd från olycksplatsen. Vid brandbekämpning gäller ett riskavstånd på 300 m cirkulärt från olycksplatsen. Om utsläppet kommer från tankbil eller tankvagn eller andra stora cisterner ökas riskavståndet till 800 m. Evakuering av personer som normalt vistas inom riskområdet och icke där kan inta adekvat skydd kan bli aktuellt.
- Risk för spontan polymerisering ökar vid värme och kontakt med basiska ämnen, aminer, starka syror och peroxider. Sådana ämnen måste förvaras väl avskilt från akrolein. Temperaturen ska hållas låg i akroleinförråd.

## Akutvård vid olyckshändelser
| Symptom | Första hjälp |
| --- | --- |
| Inandning Irritation i näsa och luftrör Illamående och kräkningar Hosta Huvudvärk, yrsel och slöhet Risk för andnöd, hjärtpåverkan, kramper och medvetslöshet Lungpåverkan kan vara fördröjd upp till 2 dygn | Frisk luft, vila Andningshjälp Mun mot mun-metoden För vaken person bekväm, halvsittande ställning Medvetandepåverkan ger risk för ofri luftväg (särskilt i samband med kräkning); ordna stabilt sidoläge Sedan detta ordnats på plats, för den drabbade till sjukhus. |
| Hudkontakt Smärta, irritation, rodnad eller frätskada | Tag själv (smittrisk för hjälpare) av eller klipp upp förorenade kläder, skor, smycken etc Spola av med stora mängder vatten och tvätta därefter huden med tvål och vatten. Uppsök läkare                                                                              |
| Ögonstänk Irritation, sveda eller frätskada Tårar | Spola omedelbart med vatten (mjuk stråle) i minst 15 minuter; håll ögonlocken brett isär Avlägsna eventuella kontaktlinser snarast Om möjlighet finns, lokalbedövning Till ögonläkare vid kvarstående besvär                                                           |
| Förtäring Illamående, kräkningar, diarré, buksmärta, yrsel, blekhet Medvetandepåverkan | Framkalla INTE kräkning Vid fullt medvetande: skölj omedelbart ur munnen och ge dryck, till exempel vatten Sök råd hos Giftinformationscentralen (telefon 112) |